# Моштенік
Моштенік (словац. Mošteník) — річка; ліва притока Вагу, протікає в окрузі Поважська Бистриця.
Довжина приблизно 8,5—8,8 км. Витік знаходиться в масиві Сульовські гори — на висоті приблизно 490 метрів.
Протікає територією міста Повазька Бистриця (частини Горний Моштенець і Дольний Моштенець). Впадає у Ваг на висоті приблизно 280 метрів.